# Natal'ja Andreevna Pogonina
Natal'ja Andreevna Pogonina, conosciuta anche con la traslitterazione anglosassone di Natalija Pogonina (in russo Наталья Андреевна Погонина?; Vladivostok, 9 marzo 1985), è una scacchista russa.
Divenne Grande maestro femminile nel 2004, all'età di 19 anni. Nella lista FIDE di aprile 2009 ha 2501 punti Elo (14º posto al mondo in campo femminile).
Vinse diversi titoli giovanili, tra cui:
- 1998: medaglia d'oro al campionato russo femminile under-14
- 2000: medaglia d'oro al campionato europeo femminile under-16 di Kallithea
- 2003: medaglia d'oro al campionato europeo femminile under-18 di Budua; medaglia di bronzo al campionato del mondo juniores femminile di Naxçıvan

Ha partecipato con la nazionale femminile russa alle olimpiadi di Dresda 2008, ottenendo l'ottimo risultato di +5 =2 –0 (85,7 %).
In marzo del 2009 si è classificata terza al campionato europeo femminile di San Pietroburgo (vinto da Tatiana Kosintseva).

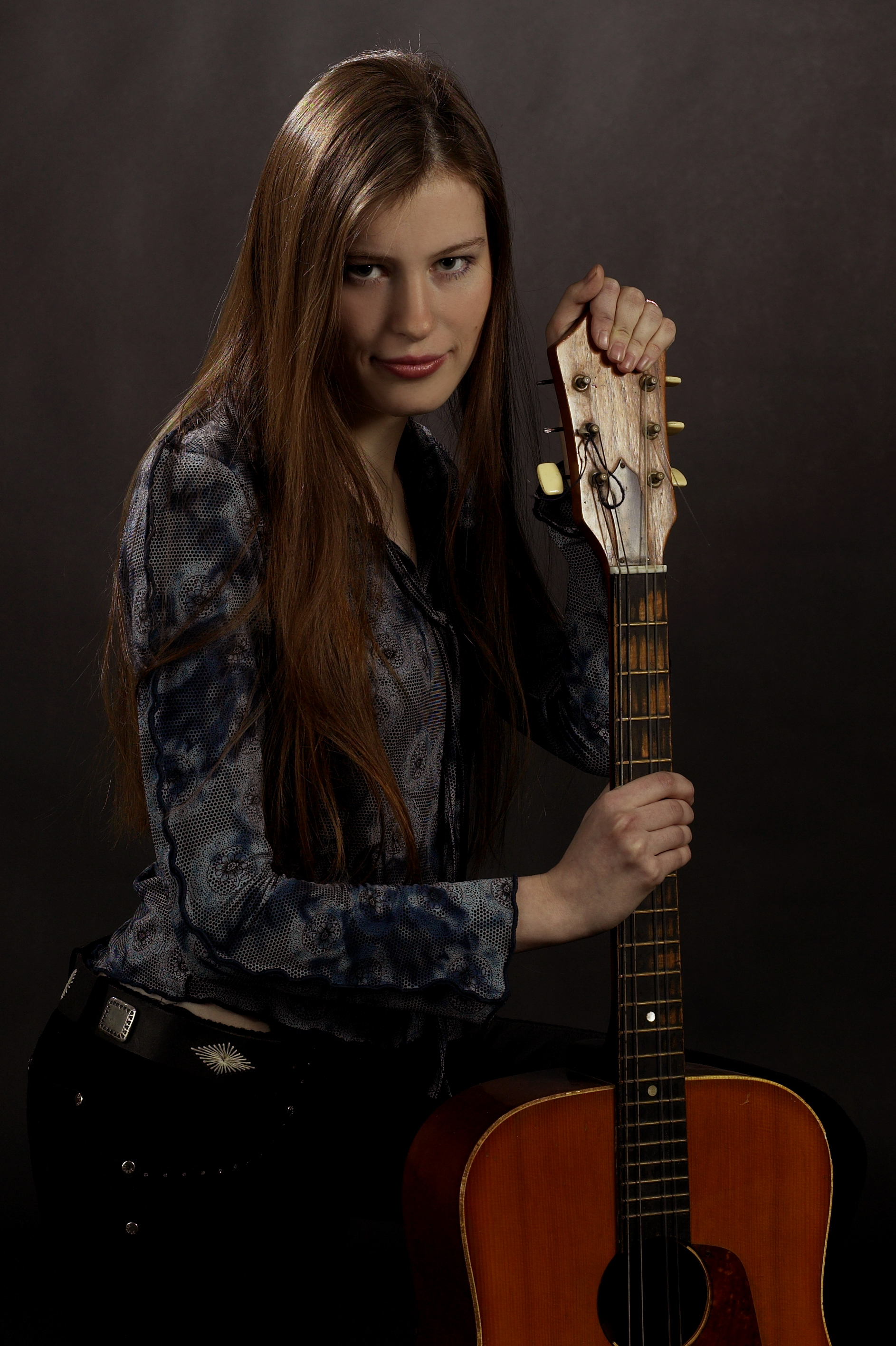
Una foto glamour del 2005

Altri notevoli risultati sono stati i seguenti:
- 2002: vince il torneo di Leopoli
- 2004: vince il torneo di Samara
- 2005: vince il torneo di Vladimir;  vince il torneo di Nojabrsk
- 2007: vince il Memorial Ludmila Rudenko di San Pietroburgo, con 8,5/9
- 2008: pari prima al campionato del mondo femminile per studenti
- 2009: vince il Moscow Open-C femminile con 8/9
- 2012: vince il  Campionato russo femminile
- 2017: giunge seconda nel Campionato russo femminile sconfitta ai playoff da Aleksandra Gorjačkina
- 2018: vince il  Campionato russo femminile

Nel 2015 ha raggiunto la finale del campionato mondiale femminile, disputato a Soči, perdendo per 1,5-2,5 contro Marija Muzyčuk.
Nel Campionato mondiale femminile di scacchi 2017 a Tehran, ha raggiunto gli ottavi di finale dove è stata sconfitta dalla cinese Ni Shiqun
Natalia Pogonina è nota nel mondo degli scacchi per la sua personalità positiva e amichevole, sempre pronta ad aiutare chi si rivolge a lei per qualche sostegno o per sviluppare i propri talenti.
È riconosciuta come una delle più avvenenti giocatrici di scacchi del pianeta. Ha partecipato nel 2005 al World Chess Beauty Contest e ha ricevuto numerose offerte per sponsorizzazioni pubblicitarie.
Studia attualmente legge all'università di Saratov.